# Acostatrichia spinifera
Acostatrichia spinifera är en nattsländeart som beskrevs av Oliver S. Flint Jr. 1974. Acostatrichia spinifera ingår i släktet Acostatrichia och familjen smånattsländor. Inga underarter finns listade i Catalogue of Life.